# Przemoc (album)
Przemoc – album zespołu Defekt Muzgó wydany w 1995 przez wytwórnię Silverton. Materiał nagrano w studiu Bartosza Straburzyńskiego we Wrocławiu w październiku i listopadzie 1994.

## Lista utworów
| Nr  | Tytuł utworu          | Tekst     | Muzyka | Długość |
| --- | --------------------- | --------- | ------ | ------- |
| 1.  | „Intro”               |           |        | 1:30    |
| 2.  | „Przemoc”             | Para Wino | Siwy   | 3:25    |
| 3.  | „Wspólny cel”         | Siwy      | Siwy   | 4:01    |
| 4.  | „Pępowina”            | H. Król   | Siwy   | 3:58    |
| 5.  | „Od duszy strony”     | H. Król   | Siwy   | 2:40    |
| 6.  | „Nie ma cię”          | Siwy      | Siwy   | 3:26    |
| 7.  | „Chodzi mi o to”      | Siwy      | Siwy   | 2:01    |
| 8.  | „Może”                | H. Król   | Siwy   | 3:11    |
| 9.  | „Posłuszeństwo”       | P. Lulis  | Siwy   | 3:22    |
| 10. | „Nie jesteś taki zły” | Siwy      | Siwy   | 3:32    |
| 11. | „Über alles”          | H. Król   | Siwy   | 2:31    |
| 12. | „Samotność”           | Siwy      | Siwy   | 2:42    |
| 13. | „Ciemnogród”          | H. Król   | Siwy   | 4:01    |
|     |                       |           |        | 40:20   |

## Skład
- Tomasz „Siwy” Wojnar – śpiew, gitara
- Dariusz „Picek” Pacek – gitara basowa
- Ryszard „Ricardo” Guz – perkusja

### Realizacja
- Jan Kidawa – realizacja nagrań
- Grzegorz Piwkowski – mastering